# Marooned Live
Albums de Sodom
Get What You Deserve
(1994) Masquerade in Blood
(1995)
Marooned Live est le second album live du groupe de thrash metal allemand Sodom. L'album est sorti en 1994 sous le label Steamhammer Records.
Il a été enregistré durant le concert aux Docks à Hambourg en Allemagne, le 10 mai 1994. Les chansons Fratricide et Gone to Glory ont été enregistrées durant la balance.

## Liste des morceaux
| No  | Titre                                         | Durée |
| --- | --------------------------------------------- | ----- |
| 1.  | Intro                                         | 0:35  |
| 2.  | Outbreak of Evil                              | 2:59  |
| 3.  | Jabba the Hut                                 | 2:33  |
| 4.  | Agent Orange                                  | 5:31  |
| 5.  | Jesus Screamer                                | 1:48  |
| 6.  | Ausgebombt                                    | 2:51  |
| 7.  | Tarred and Feathered                          | 3:24  |
| 8.  | Abuse                                         | 1:33  |
| 9.  | Remember the Fallen                           | 4:45  |
| 10. | An Eye for an Eye                             | 4:00  |
| 11. | Tired and Red                                 | 5:05  |
| 12. | Eat Me!                                       | 2:54  |
| 13. | Die stumme Ursel                              | 3:20  |
| 14. | Sodomized                                     | 2:47  |
| 15. | Gomorrah                                      | 1:56  |
| 16. | One Step over the Line                        | 4:16  |
| 17. | Freaks of Nature                              | 2:52  |
| 18. | Aber bitte mit Sahne (Reprise de Udo Jürgens) | 5:16  |
| 19. | Silence is Consent                            | 2:52  |
| 20. | Wachturm / Erwachet!                          | 4:23  |
| 21. | Stalinhagel                                   | 7:01  |
| 22. | Fratricide                                    | 2:53  |
| 23. | Gone to Glory                                 | 1:58  |

## Composition du groupe
- Tom Angelripper - Chant/Basse
- Andy Brings - Guitare
- Atomic Steif - Batterie